# Takikawa
Takikawa (Japans: 滝川市, Takikawa-shi) is een Japanse stad in de prefectuur Hokkaido. In 2014 telde de stad 41.999 inwoners. 

## Geschiedenis
Op 1 juli 1958 werd Takikawa benoemd tot stad (shi). In 1971 werd Ebeotsu toegevoegd aan de stad.

## Partnersteden
- Springfield, Verenigde Staten

Subprefecturen:
Hidaka · Hiyama · Iburi · Ishikari · Kamikawa · Kushiro · Nemuro · Okhotsk · Oshima · Rumoi · Shiribeshi · Sorachi · Soya · Tokachi

Steden:
Abashiri · Akabira · Asahikawa · Ashibetsu · Bibai · Chitose · Date · Ebetsu · Eniwa · Fukagawa · Furano · Hakodate · Hokuto · Ishikari · Iwamizawa · Kitahiroshima · Kitami · Kushiro · Mikasa · Monbetsu · Muroran · Nayoro · Nemuro · Noboribetsu · Obihiro · Otaru · Rumoi · Sapporo (hoofdstad) · Shibetsu · Sunagawa · Takikawa · Tomakomai · Utashinai · Wakkanai · Yubari